# Adesmia zoellneri
Adesmia zoellneri es una especie de planta floral del género Adesmia, categorizada en la tribu Dalbergieae, de la familia Fabaceae.

## Distribución
Especie nativa de Chile. Crece en el bioma subtropical.

## Taxonomía
Fue descrita por Ulibarri.
Tratamiento taxonómico
La especie aparece registrada y publicada en Hickenia 1: 277 (1982).